# هيرتسلايد
هَيرْتْسَلايد (بالألمانية: Hezerleid) ("حزن") هو الألبوم الأول لفرقة الألمانية ميتال رامشتاين. وكان أفرج عنه في 29 سبتمبر ايلول عام 1995.

## السينجل (اغاني منفردة)
1. ?Wollt ihr das Bett in Flammen sehen (نريد أن نرى السرير في النيران؟) 5:17
2. Der Meister (الماجستير) 4:10
3. Weißes Fleisch (اللحوم البيضاء) 3:35
4. Asche zu Asche (رماد إلى رماد)	3:51
5. Seemann (بحار)	4:48
6. Du riechst so gut (شممت رائحة جيدة جدا)	4:49
7. Das alte Leid (معاناة القديمة)	5:44
8. Heirate mich (الزواج مني)	4:44
9. Herzeleid (حزن)	3:43
10. Laichzeit (فترة وضع البيض)	4:22
11. 4:25 (رامشتاين) Rammstein

## روابط خارجية
- هيرتسلايد على موقع أول موفي (الإنجليزية)